# PO Polyot
L’Association de production Polyot (en russe : Производственное объединение «Полёт», Vol) est une société d'ingénierie aérospatiale soviétique puis russe connue pour être le constructeur des satellites GLONASS et du lanceur spatial Kosmos-3M. La société est basée à Omsk, en Russie.
En 2007, l'entreprise a été intégrée à GKNPZ Khrounitchev.

## Vue d'ensemble
Le lanceur Kosmos-3M, fabriqué par l'entreprise depuis 1969, s'est taillé une réputation parmi les fusées les plus fiables de sa catégorie avec un coefficient de fiabilité de 0,97. Polyot développe également des satellites de navigation, tels que Nadezhda, Parous, GLONASS et GLONASS-M.
Dans le secteur de l'aviation, les produits de la société comprennent l'avion polyvalent léger Antonov An-3T, l'avion de transport Antonov An-70 et l'avion polyvalent Antonov An-74.
Polyot devrait produire le premier étage de la nouvelle famille de fusées Angara, URM-1, de Khrounitchev qui doit devenir le principal lanceur russe,. La société reprendra également la production de l'étage supérieur Briz KM, développé pour le lanceur Rokot. Cet étage sera le second du lanceur Angara 1.2.
La société a conclu un partenariat avec la société allemande OHB-System, fournissant le lanceur Kosmos-3M ainsi que la conception et la production de plates-formes des satellites d'Orbcomm. Six de ces satellites ont été lancés le 19 juin 2008 avec la fusée Kosmos-3M : un Orbcomm CDS pesant 80 kg et 5 Orbcomm Quick Launch pesant chacun 115 kg,. Le 9 novembre 2009, Orbcomm a déposé un rapport auprès de la Securities and Exchange Commission des États-Unis, indiquant que depuis le lancement, la capacité de communication de trois des satellites Quick Launch et du CDS avait été perdue. Les satellites défaillants ont subi des anomalies du système de contrôle d'attitude ainsi que des anomalies avec leurs systèmes d'alimentation, ce qui a entraîné une perte d'orientation des satellites et une réduction de la production d'énergie. La société a déposé auprès de ses assureurs une réclamation de 50 millions de dollars couvrant la perte des six satellites et a reçu une indemnité de 44,5 millions de dollars. En 2009, Orbcomm s'est tourné vers un autre constructeur de satellites pour construire 18 satellites pour sa constellation de deuxième génération.

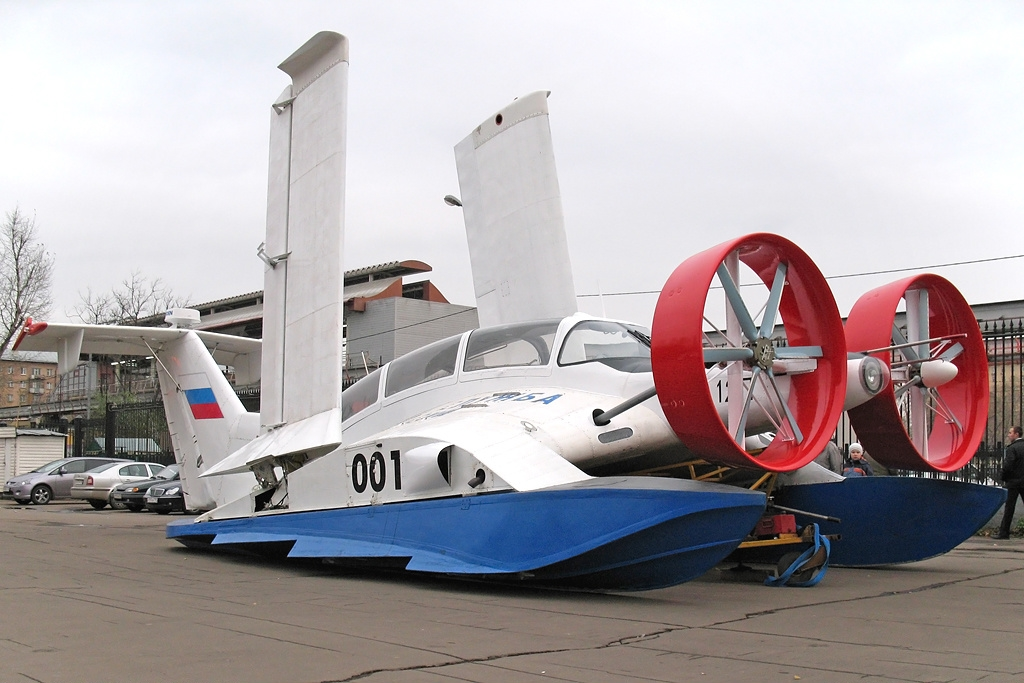
Ivolga

La société a également produit un ékranoplane nommé Ivolga (nom russe du loriot d'Europe).